# Discomorpha
Discomorpha is een geslacht van kevers uit de familie bladkevers (Chrysomelidae).
De wetenschappelijke naam van het geslacht werd in 1837 gepubliceerd door Louis Alexandre Auguste Chevrolat in Dejean.

## Soorten
- Discomorpha atahualpai Borowiec, 2006
- Discomorpha carlobrivioi Borowiec & Sassi, 2003
- Discomorpha davidsoni Borowiec & Dabrowska, 1996
- Discomorpha giganteensis Borowiec, 2006
- Discomorpha howdenorum Borowiec, 2006
- Discomorpha latissima (Spaeth, 1902)
- Discomorpha onorei Borowiec, 1998
- Discomorpha putamayoensis Borowiec, 2006
- Discomorpha santaremi Borowiec & Dabrowska, 1996
- Discomorpha seckyi Borowiec, 2001
- Discomorpha speciosa (Baly, 1859)
- Discomorpha variegata (Linnaeus, 1758)